# Odontopediatría
La odontopediatría es la rama de la odontología encargada de tratar a los niños. El odontopediatra será, por tanto, el encargado de explorar y tratar a niños y recién nacidos. También se encarga de detectar posibles anomalías en la posición de los maxilares o dientes para remitir al ortodoncista, especialista en ortodoncia, y de hacer un tratamiento restaurador en caso de necesitarlo.
El tratamiento restaurador principalmente se compone de tratar los traumatismos, usar selladores que tienen la función de obturar levemente los surcos y fisuras de las piezas dentales sin apenas quitar material dental para evitar posibles caries, y en tratar las caries producidas y sus consecuencias.
La principal diferencia entre la odontología habitual y la odontopediatría en el tratamiento de caries es la presencia de los dientes temporales o de leche en los niños lo cual hace que el tratamiento cambie, de forma que las lesiones ocurridas en la dentición temporal se tratarán de una manera menos conservadora y más agresiva que las ocurridas en los dientes permanentes, para evitar que, en el peor de los casos, se pudiera dar un tratamiento insuficiente a un diente temporal que luego repercutiría en su sucesor.

## Enfermedades incluidas en la odontopediatría
- Alteración en el número, tamaño y forma de los dientes de origen congénito, por ejemplo anodoncia o ausencia congénita de dientes, ablastodoncia o ausencia de todos los dientes permanentes, hiperodoncia o existencia de un número de dientes superior al normal, macrodoncia o piezas dentales de tamaño superior al normal y microdoncia o piezas dentales de tamaño inferior al normal.[1]

- Anomalías de la estructura y color de la dentición. Por ejemplo, la hipomineralización de incisivos y molares, la fluorosis dental, la amelogénesis imperfecta (alteración del esmalte dental de origen hereditario), la dentinogénesis imperfecta, las alteraciones dentales por carencia de vitamina D y la pigmentación anómala por el uso de antibióticos del grupo de las tetraciclinas.[1][2]

- Caries. Todas las caries de los niños, incluyendo la llamada caries del biberón, característica de los niños pequeños que duermen con un chupete empapado en alguna sustancia dulce, como azúcar o leche condensada.[1] Son muy importantes las medidas preventivas, incluyendo en primer lugar la detección temprana de los principales factores que debilitan el esmalte dental volviéndolo más propenso a padecer caries,[2][3][4][5][6][7] y consejos sobre alimentación, cepillado y sellado de fisuras.[1] Las complicaciones de la caries pueden ser múltiples, incluyendo pulpitis y formación de abscesos.[1]

- Traumatismos dentales. Muy corrientes en la infancia y adolescencia, en este apartado se incluye la avulsión o perdida completa de la pieza dental por salida de su alveolo, el tratamiento recomendado en este caso sería la reimplantación de la pieza en el menor plazo de tiempo posible, obteniendose los mejores resultados cuando la reimplantación se produce antes de 30 minutos tras el accidente.[1]

- Maloclusiones y trastornos ocasionados por alteraciones de los espacios entre las piezas dentales, dentro de este grupo se incluyen las erupciones tempranas y las tardías. Algunas maloclusiones son secundarias a determinados hábitos como la succión digital o a patologías nasales que causan respiración bucal continuada.[1]

### Necesidades especiales y prevención de enfermedades sistémicas

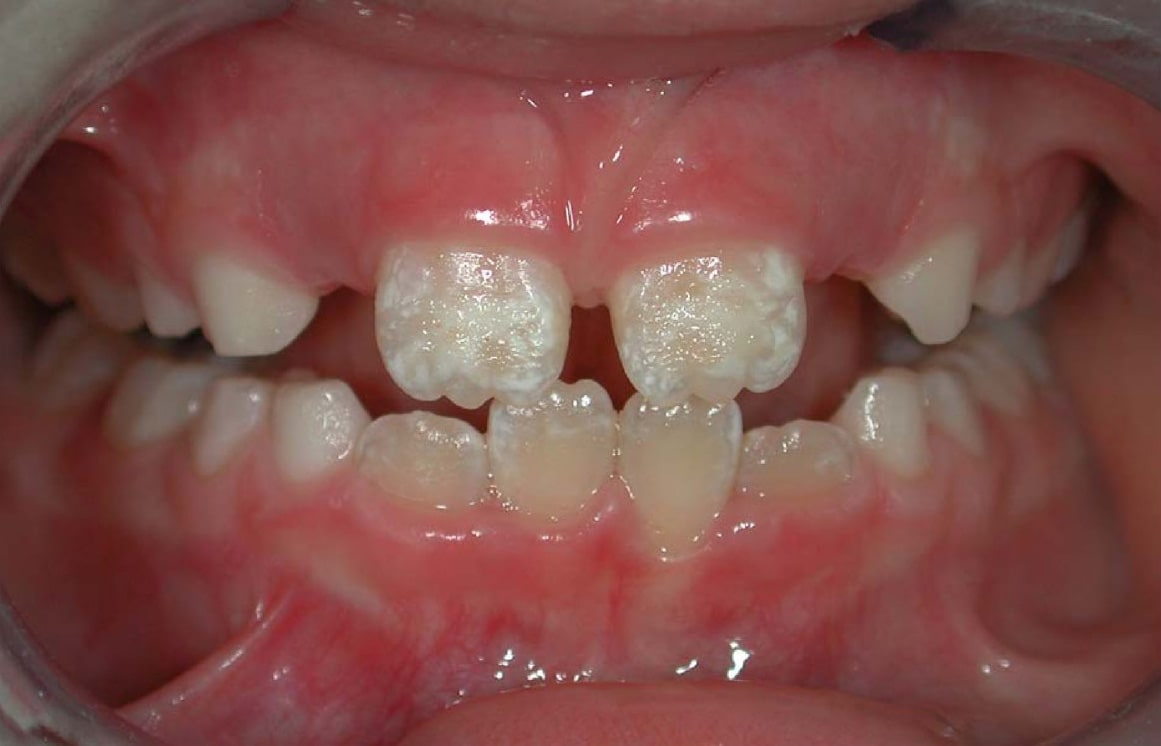
Hipoplasias irreversibles del esmalte dental causadas por la enfermedad celíaca no tratada. El diagnóstico temprano evita las numerosas complicaciones de esta enfermedad.

Los niños y adolescentes que padecen determinadas alteraciones de la salud, tales como enfermedades sistémicas, trastornos del desarrollo (tales como síndrome de Down o trastorno del espectro autista) o problemas mentales, presentan mayor riesgo de desarrollar enfermedades orales. El papel del odontopediatra en su prevención y manejo es fundamental, por lo que es necesario que conozca la condición del niño o adolescente y cómo puede esta influir en su salud bucal. A partir de los 12 meses de edad, estos niños deben iniciar un seguimiento periódico, especializado y personalizado por parte del dentista pediátrico. No obstante, en la práctica no se suele realizar un adecuado control de la salud buco-dental en estos pacientes.
Asimismo, el odontopediatra juega un papel clave en la detección temprana de ciertas enfermedades sistémicas o gastrointestinales que pueden cursar con afectaciones de la cavidad oral, tales como la enfermedad celíaca, la enfermedad de Crohn o la colitis ulcerosa. Entre ellas, es especialmente importante la enfermedad celíaca debido a las serias complicaciones de salud que puede ocasionar si no es tratada a tiempo, algunas de ellas irrecuperables, y que pueden afectar a cualquier órgano, entre las que se incluyen enfermedades autoinmunes y diversos tipos de cáncer, especialmente el linfoma intestinal. El reconocimiento de la enfermedad celíaca es a menudo muy complicado, por la gran variedad de síntomas distintos que pueden aparecer en cada paciente, la frecuente ausencia de síntomas digestivos y porque incluso puede ser completamente asintomática. Las afectaciones de la cavidad oral, que pueden consistir en defectos del esmalte dental, retraso en la erupción de los dientes, estomatitis aftosa recurrente (llagas o úlceras en la boca), boca seca, glositis atrófica (inflamación/enrojecimiento de la lengua) o carcinoma de células escamosas (un tipo de cáncer de la faringe y la boca), pueden ser el único indicio de su presencia, por lo que el conocimiento del dentista es fundamental para derivar el paciente y que sea evaluado en busca de una posible enfermedad celíaca no reconocida. No obstante, la gran mayoría de los dentistas desconoce su posible relación con la enfermedad celíaca y, por ejemplo, atribuyen por error los defectos del esmalte dental a una fluorosis, a que la madre tomó tetraciclina durante el embarazo o a enfermedades durante edades tempranas.
Los Institutos Nacionales de la Salud de Estados Unidos (NIH por sus siglas en inglés) incluyen en el protocolo diagnóstico de la enfermedad celíaca el examen dental para evaluar la presencia de hipoplasias del esmalte, por su alta asociación con la enfermedad celíaca.

## Tratamientos utilizados en odontopediatría

### Anestesia
La anestesia generalmente va unida a un vasoconstrictor para aumentar su efecto y disminuir la hemorragia. Las alergias pueden ser al anestésico, al vasoconstrictor o  a los componentes adicionales como son: conservantes, antioxidantes y las sales orgánicas. Generalmente se comienza con anestesia tópica, es importante en niños porque disminuye el dolor a la inyección posterior. A continuación se emplea anestesia inyectada, tenemos dos tipos: Infiltrativas, es decir alrededor del diente y tronculares en la que se anestesia toda la hemiarcada.
La anestesia puede fracasar, no disminuir la sensación de dolor, por una mala técnica, una concentración insuficiente y por inyectar en tejidos inflamados o tejidos infectados. Entre las complicaciones, puede existir complicaciones generales por reacción alérgica o cardiopatías previas, y complicaciones locales, entre estas última se incluye inyección dolorosa por ser demasiado rápida, excesivo volumen o pinchazo justo en el nervio o en el periostio, infección en el lugar de inyección y complicaciones nerviosas como parálisis facial, parestesias o anestesia prolongada. También es muy frecuente la presencia de tripanofobia, lo cual puede ser una de las causas de aversión hacia el odontólogo.

### Traumatismos
El traumatismo es la patología más frecuente en niños de 7 a 11 años, en dientes temporales ante un traumatismo se suele producir una luxación y en dientes permanentes una fractura, en estos últimos los dientes más afectados son los incisivos centrales superiores permanentes.
El tratamiento depende del tipo de daño, en dentición permanente, si tenemos un diente fracturado con exposición pulpar menosr de 2 mm y de menos de 12 horas de evolución, se hará un recubrimiento directo con hidróxido de calcio, si la lesión de más de 2 mm y de más de 12 horas, se realizara endodoncia o pulpotomia y a continuación reconstrucción. En los casos en los que por el traumatismo se produzca una avulsión, desprendimiento total del diente fuera de la cavidad, está indicado el reimplante si han pasado menos de 120 minutos, si ha pasado más tiempo el porcentaje de fracaso es del 100%. El transporte de la pieza deberá ser en la propia boca del paciente, o de algún familiar, en leche o en suero. Está totalmente contraindicado frotar o cepillar el diente en cualquier momento ya que se perdería la posibilidad del reimplante.

### Tratamientos pulpares
- Recubrimiento indirecto. Antes de poner en práctica este procedimiento se debe estar seguro de que el diente en cuestión no presenta dolor espontáneo ni nocturno, que los antecedentes de dolor no sobrepasan las dos semanas de evolución, que es un dolor provocado que cesa al retirar el estímulo doloroso, que en los tejidos blandos alrededor del diente no se encuentra la encía inflamada o edematizada, ni presenta una fistúla activa o si cicatriz cerca de la raíz del diente, radiograficamente no debe presentar reabsorción ósea y la raíz debe tener al menos 2/3 de su longitud total, no presentar reabsorción interna ni cambio de color (obscuro, rosado o amarillo) que indiquen alguna patología pulpar preexistente, también se deberá confirmar la ausencia de cálculos pulpares.

- Recubrimiento directo. El recubrimiento directo suele no usarse en dientes temporales por el riesgo que entraña su fracaso. La pulpa de los dientes temporales ya no tiene la capacidad de reparar la comunicación pulpar debido a que el tejido pulpar, histológicamente, está cerca de la degeneración fibrosa, propia de los dientes próximos a exfoliación. Sin embargo si la pieza involucrada es joven y se mantiene aislada adecuadamente en el momento de la comunicación, existen reportes de éxito con algunos materiales como el MTA y Emdogain, pero se recomienda ser cauteloso.

- Pulpotomía. Se realiza en dientes temporales, y consiste en eliminar parte de la pulpa del diente. Para realizarla se elimina una parte de la pulpa dental y se coloca un material que servirá para favorecer la cicatrización y así conservar la vitalidad pulpar radicular. Está indicada en exposición pulpar cariosa a traumatismo en un diente asintomático y en caries que clínica y radiológicamente se acerca a la pulpa.[13]

- Pulpectomía. Es la eliminación total de la pulpa de la cámara coronaria así como la pulpa radicular para luego rellenar los conductos con óxido de zinc eugenol. Es importante que el relleno, en este caso el óxido de zinc eugenol, sea reabsorbible para que no haya problemas cuando el diente permenante empiece la erupción. Está indicada en aquellos casos que se quiera conservar el diente por razones de mantenimiento de espacio en las que no sea factible poner un mantenedor de espacio y tengamos la pulpa radicular afectada

- Apicoformación. Tras realizar el procedimiento, cuando se observe radiográficamente un cierre apical o cierre del ápice se hará una endodoncia.

### Mantenedores de espacio
Los dientes están sometidos a fuerzas que se anulan entre sí: ooclusal que es la producida al morder, muscular  producida por lengua, labios y buccinador y eruptiva que es la fuerza producida al erupcionar.
En dentición temporal las fuerzas oclusales no desplazan los dientes y permiten que se mantengan los diastemas. Por el contrario, en  dentición permanente' los dientes erupcionan con fuerzas que los dirigen hacia mesial, esta fuerza de erupción en contrarrestada por el mismo diente que está en mesial, cerrándose, de esta forma, el espacio que hubiera entre ambos. Todas estas fuerzas se desequilibran cuando un diente temporal se pierde, pudiendo ocasionar migraciones no deseadas, con la consiguiente pérdida de espacio, lo cual hará que el diente de recambio no erupcione donde debiera y a raíz de eso necesidad de un tratamiento ortodóncico, volcamiento de dientes, malposiciones, sobreerupciones, etc., por lo tanto hay que poner algo en el lugar del diente perdido para no perder ese espacio.
La dentición temporal es estable hasta los 3 años que hay un componente mesial de fuerzas que aumenta a los 6 años con la erupción de los permanentes. Para evitar estos problemas estará indicado usar un mantenedor de espacio que es un dispositivo pasivo que imitando la dimensión mesio distal del diente perdido impide la migración del diente adyacente.

### Materiales usados en odontopediatría
- Bases y forros cavitarios. Para la base o el fondo de la cavidad se usan los siguientes materiales: hidróxido de calcio, óxido de zinc eugenol que es una sustancia antibacteriana que forma dentina secundaria, ionómero de vidrio que libera flúor y, antes se usaba, cemento policarboxilato y fosfato de zinc que ya no se utilizan por ser muy tóxicos. La base cavitaria ocupará décimas de milímetros de la cavidad total realizada.

- Materiales temporales. Son materiales utilizados durante un tiempo limitado hasta que el material permanente está disponible. Son: ionómeros, amalgama de plata, cemento de fosfato de zinc y óxido de zinc eugenol.

- Materiales definitivos. Son los materiales que usaremos en las obturaciones definitivas.
  - La amalgama de plata es el único que podemos usar en condiciones inadecuadas como puede ser un diente difícil o dificultad para aislarlo. Es el material más utilizado, tiene un buen coeficiente de expansión y de fácil manipulación, su mayor defecto es que contiene mercurio.
  - Las resinas compuestas y los compómeros, que son resinas compuestas con ionómeros, necesitan una técnica más meticulosa y unas condiciones mejores que las de la amalgama.